# Josef František Hollmann
Josef František Hollmann (1. dubna 1802, Jičín – 12. srpna 1850, tamtéž) byl český preromantický dramatik, básník a překladatel.

## Život
Pocházel z rodiny jičínského měšťana. Po studiích na gymnáziu v Jičíně a v Hradci Králové studoval v letech 1918–1920 v Praze filosofii (mimo jiné byl i žákem Bernarda Bolzana). Roku 1820 se zapsal na práva, ale pro účast na studijních nepokojích byl odveden k vojsku, odkud jej otec vykoupil. Pokračoval ve studiu ve Vídni, ale zřejmě je nedokončil. Pohyboval se zde jako společník v kruzích zahraničních diplomatů (stýkal se především s členy ruského a anglického velvyslanectví).
Roku 1826 se oženil a natrvalo se usadil v Jičíně a roku 1835 se stal kancelistou na krajském úřadě. Pro své jazykové znalosti (italština, francouzština, španělština, polština, ruština a angličtina) byl též pověřován funkcí tlumočníka. Za revoluce roku 1848 byl důstojníkem Národní gardy v Jičíně a členem Slovanského sjezdu a za tuto činnost byl pod policejním dohledem. Zemřel roku 1850 na choleru.
K preromantickým tendencím v české literatuře se řadí především svými překlady z anglické literatury (Ossian, Walter Scott). Je také autorem několika veseloher (dvě vydal knižně), svou nepočetnou původní poezii (epigramy, nábožná a morálně výchovná lyrika) vydával pouze časopisecky. Pro Jičín a jeho okolí má velký význam také proto, že byl vůdcem národního hnutí tohoto kraje. K jeho sobním přátelům patřili František Ladislav Čelakovský, Josef Jungmann, František Šír, Antonín Marek nebo Simeon Karel Macháček.

## Výběrová bibliografie

### Překlady
- James Macpherson: Ossianovy básně dle přeložení anglického Jak. Macphersona, Praha: Jozefa Fetterlowá z Wildenbrunu 1827.
- Carl Franz van der Velde: Čarownice Hiorba, Praha: Jozefa Fetterlowá z Wildenbrunu 1828.
- Jean-Pierre Claris de Florian: Florianowy Nowelly, Jičín: František Jan Kastránek 1829.
- Walter Scott: Píseň posledního skotského Barda, Praha: Tomáš Tábor 1836.

## Vlastní práce
- Původní drammatické hry, Jičín: František Jan Kastránek 1845. Kniha obsahuje frašku Sázka vysmívající se poměrům českéh maloměsta, žijícího v sebevědomé omezenosti, a veselohru Zhojení podagry zeměšnující nevzdělané vesničany, maloměstskou inteligenci a pražské hochštaplery). Veselohru Nebožtík hrabě cenzura zakázala.